# Amtsgericht Balve

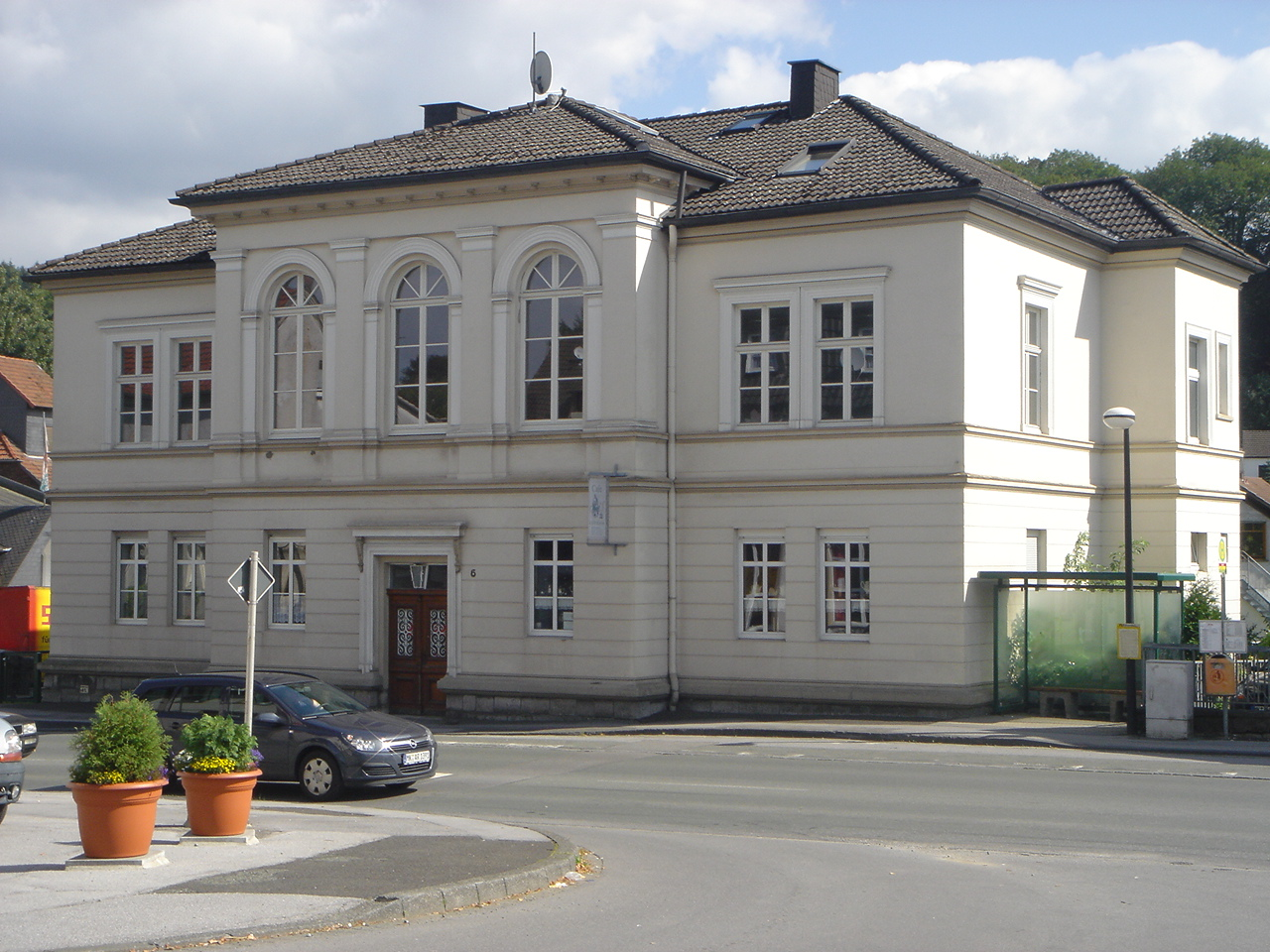
Letztes Gerichtsgebäude, Hönnetalstraße 6 (2006)

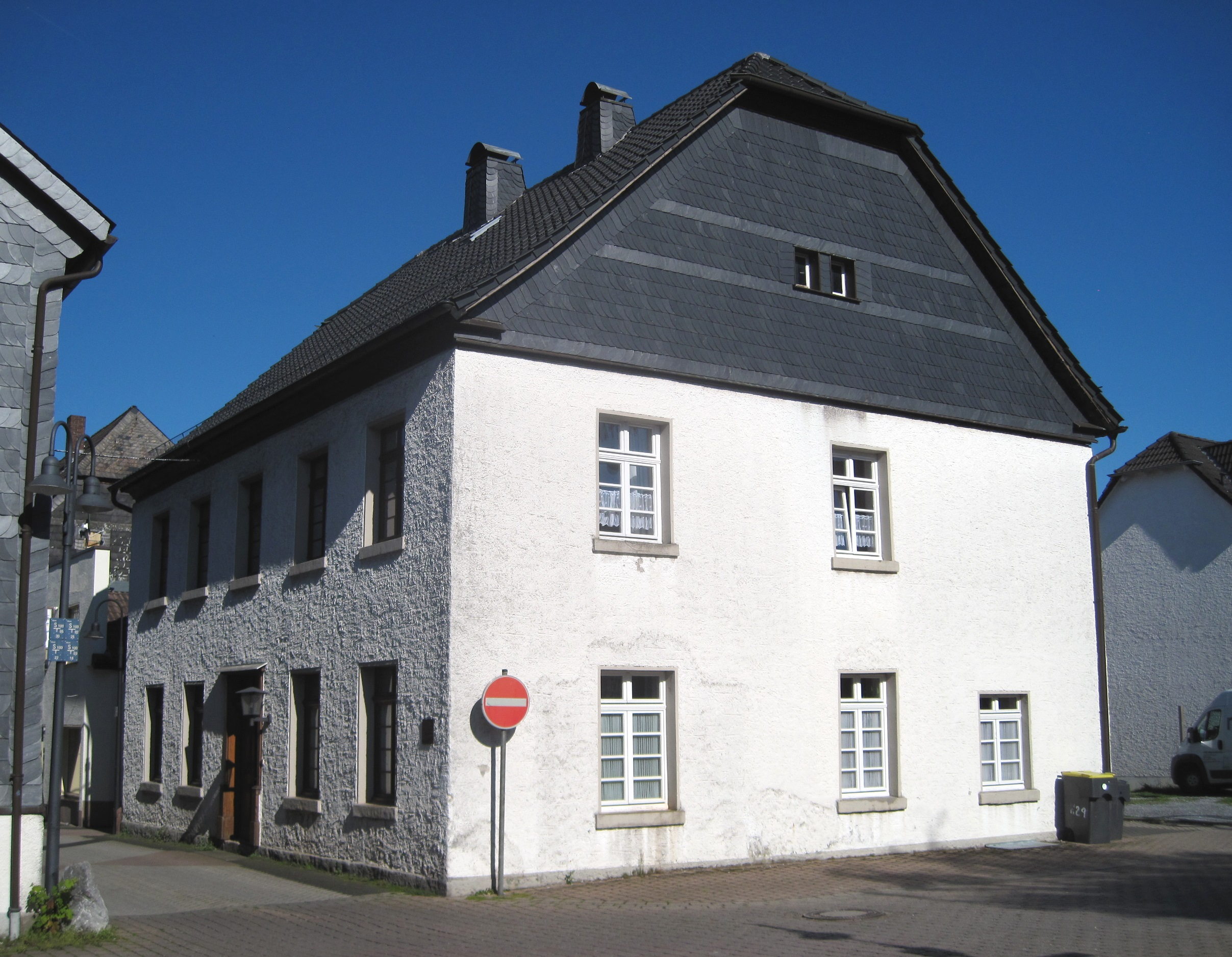
Früheres Gerichtsgebäude Alte Gerichtsstraße 9 (2011)

Das Amtsgericht Balve war ein Amtsgericht mit Sitz in Balve, das zum Bezirk des Landgerichtes Arnsberg gehörte. Im Jahre 1969 führte eine Justizreform zu seiner Auflösung. Die Aufgaben werden seitdem durch das Amtsgericht Menden wahrgenommen.

## Geschichte
Von 1849 bis 1879 bestand in Balve die Gerichtskommission Balve des Kreisgerichtes Arnsberg im Sprengel des Appellationsgerichtes Arnsberg. Im Rahmen der Reichsjustizgesetze wurden 1879 reichsweit einheitlich Oberlandes-, Land- und Amtsgerichte gebildet. Das königlich preußische Amtsgericht Balve wurde mit Wirkung zum 1. Oktober 1879 als eines von 19 Amtsgerichten im Bezirk des Landgerichtes Arnsberg im Bezirk des Oberlandesgericht Hamm gebildet. Der Sitz des Gerichtes war die Stadt Balve. Sein Gerichtsbezirk umfasste aus dem Landkreis Arnsberg das Amt Allendorf und das Amt Balve ohne den Ort Sundern. Am Gericht bestand 1880 eine Richterstelle. Das Amtsgericht war damit ein kleines Amtsgericht im Landgerichtsbezirk. Gerichtstage wurden in Allendorf gehalten.
Zum 1. Juli 1969 wurde das Amtsgericht Balve aufgehoben.

## Gerichtsgebäude
Ab 1819 waren das Justizamt Balve und dann das Amtsgericht im Alten Rathaus an der Hauptstraße untergebracht. Im Jahre 1884 wurde ein eigenes Gebäude (Hönnetalstraße 6, unter Denkmalschutz) bezogen, in dem es auch eine Ausnüchterungszelle gab. Ein weiterer früherer Standort, der der Straße ihren Namen gab, findet sich in der Alten Gerichtsstraße 9.